# Catfights and Spotlights
Catfights and Spotlights is het zesde studioalbum van de Sugababes. Het werd op 17 oktober 2008 uitgegeven door Reprise Records. Het liedje "Girls" werd als eerste single uitgebracht, gevolgd door "No Can Do".
In de Britse hitlijst bereikte het album de achtste plaats en in Ierland belandde het op nummer achttien. In Griekenland kwam het op de tweeëntwintigste plek te staan en in de Europese top honderd op plaats vierendertig. De single "Girls" bereikte in Nederland wel de negende plek in de TMF Superchart, maar haalde de Top 40 niet.

## Tracklist
| 1.                 | Girls                                  | 3:11 |
| 2.                 | You on a Good Day                      | 3:26 |
| 3.                 | No Can Do                              | 3:11 |
| 4.                 | Hanging on a Star                      | 3:22 |
| 5.                 | Side Chick                             | 3:40 |
| 6.                 | Unbreakable Heart                      | 3:52 |
| 7.                 | Sunday Rain                            | 4:01 |
| 8.                 | Every Broken Heart (Murder One)        | 4:09 |
| 9.                 | Beware                                 | 2:55 |
| 10.                | Nothing As Good As You                 | 3:03 |
| 11.                | Sound of Goodbye                       | 4:23 |
| 12.                | Can We Call a Truce                    | 4:33 |
| 13.                | About You Now (akoestisch bonusnummer) | 2:46 |
| 14.                | She Like a Star (bonusnummer)          | 2:33 |
| Totale duur: 49:10 |                                        |      |

## Singles
| Girls     | VK | 3  | IE | 12 | TR | 7 | EE | 2 | HR | 3 | SK | 26 |
| No Can Do | VK | 23 | HR | 17 |    |   |    |   |    |   |    |    |